# Suecia en los Juegos Paralímpicos de Örnsköldsvik 1976
Suecia estuvo representada en los Juegos Paralímpicos de Örnsköldsvik 1976 por un total de 16 deportistas, nueve hombres y siete mujeres.

## Medallistas
El equipo paralímpico sueco obtuvo las siguientes medallas:
| Nombre                                            | Deporte        | Evento                             |
| ------------------------------------------------- | -------------- | ---------------------------------- |
| Oro                                               |                |                                    |
| Birgitta Sund                                     | Esquí de fondo | 5 km distancia corta A femenino    |
| Birgitta Sund                                     | Esquí de fondo | 10 km distancia media A femenino   |
| Karin Gustavsson                                  | Esquí de fondo | 5 km distancia corta B femenino    |
| Karin Gustavsson Astrid Nilsson Birgitta Sund     | Esquí de fondo | 3 × 5 km A-B femenino              |
| Bertil Lundmark                                   | Esquí de fondo | 5 km distancia corta II masculino  |
| Bertil Lundmark                                   | Esquí de fondo | 10 km distancia media II masculino |
| Plata                                             |                |                                    |
| Gunhild Sundström                                 | Esquí de fondo | 5 km distancia corta A femenino    |
| Gunhild Sundström                                 | Esquí de fondo | 10 km distancia media A femenino   |
| Astrid Nilsson                                    | Esquí de fondo | 10 km distancia media B femenino   |
| Sven-Ivar Martin                                  | Esquí de fondo | 10 km distancia corta B masculino  |
| Sven-Ivar Martin                                  | Esquí de fondo | 15 km distancia media B masculino  |
| Ingemar Lundquist                                 | Esquí de fondo | 15 km distancia media A masculino  |
| Bertil Lundmark Kalevi Mattila Sven Olof Törnvall | Esquí de fondo | 3 × 5 km I-II masculino            |
| Bronce                                            |                |                                    |
| Ellen Sjödin                                      | Esquí de fondo | 5 km distancia corta III femenino  |
| Ellen Sjödin                                      | Esquí de fondo | 10 km distancia media III femenino |
| Marianne Edfeldt                                  | Esquí de fondo | 5 km distancia corta A femenino    |
| Marianne Edfeldt                                  | Esquí de fondo | 10 km distancia media A femenino   |
| Astrid Nilsson                                    | Esquí de fondo | 5 km distancia corta B femenino    |
| Karin Gustavsson                                  | Esquí de fondo | 10 km distancia media B femenino   |
| Yngve Eriksson Ingemar Lundquist Sven-Ivar Martin | Esquí de fondo | 3 × 10 km A-B masculino            |